# Ла-Ферьер

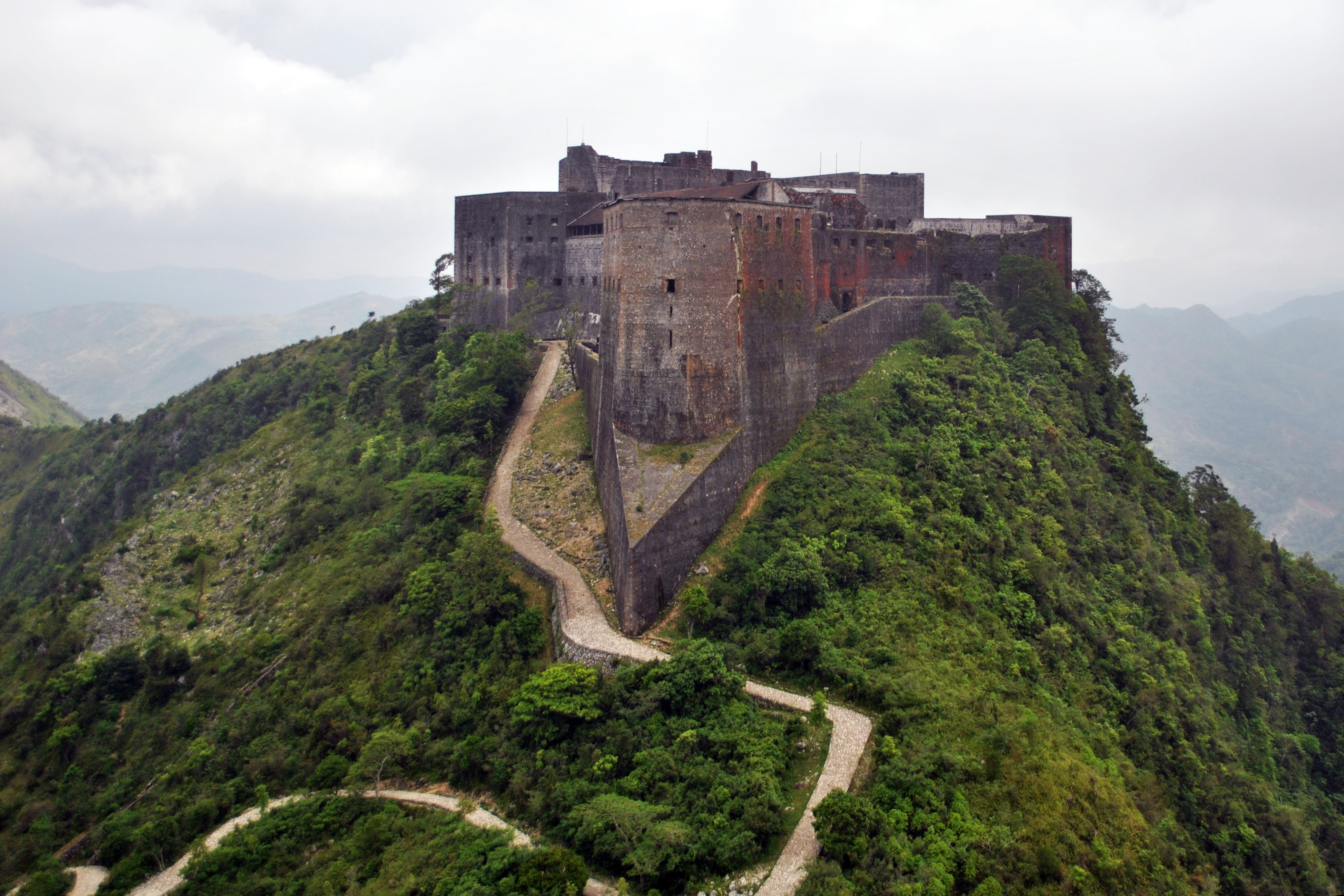
На подходе к твердыне

Цитадель Лаферьер (фр. Citadelle Laferrière, также крепость Анри Кристофа) — крупнейшее фортификационное сооружение Западного полушария, возведённое в 1804—17 гг. на вершине 1000-метровой горы у северного побережья Гаити по приказу короля королевства Гаити Анри Кристофа.

## История
Возведение крепости, предназначенной для обзора окрестных долин и противостояния французским захватчикам, потребовало от подданных короля титанических усилий. На строительных работах было занято до 20 тысяч рабов. Крепость была оснащена 365 артиллерийскими орудиями, и до сих пор в разных уголках цитадели складированы пушечные ядра.
В случае нападения французов или Петиона, возглавлявшего соседнюю республику Гаити, король-диктатор намеревался, используя тактику выжженной земли, покинуть близлежащий дворец Сан-Суси и укрыться за мощными стенами крепости. Для этой цели внутри цитадели были устроены королевские покои. После самоубийства Кристофа в 1820 году его приверженцы тайком захоронили здесь его тело.

## Туризм
Крепость Лаферьер — одна из главных достопримечательностей Гаити и памятник Всемирного наследия ЮНЕСКО. Она изображена на марках и денежных знаках этого островного государства.
Во время сильнейшего землетрясения 1842 года крепость практически не пострадала и в целом сохраняет свой первоначальный облик. Чтобы добраться до неё, путнику надо на протяжении двух часов подниматься вверх на спине мула. Говорят, что в ясную погоду со стены крепости можно увидеть не только Кап-Аитьен, но и берег Кубы.